# 田村孝裕
田村 孝裕（たむら たかひろ、1976年4月8日 - ）は、日本の劇作家、演出家。
東京都出身。舞台芸術学院演劇部本科卒業。劇団ONEOR8作・演出。所属事務所はレプロエンタテインメント。

## 略歴
1998年に舞台芸術学院を卒業後、同学院の同期生9人で劇団ONEOR8を旗揚し、全公演で作・演出を手掛けて小劇場界で注目を集める。
劇作を始めて間もない頃にアルバイト先の先輩に薦められて向田邦子脚本を読みふけり、ごく日常的な家庭やコミュニティなど近しい人間関係における人々の心の機微を鋭い観察力によってこまやかな会話で鮮明に描きだす。2005年の第18回公演では『阿修羅のごとく』から四姉妹の設定を借りた『ゼブラ』を書き下ろし、2008年には劇団プロデュース公演で向田原作の『思い出トランプ』の舞台化を手掛ける。
拠点としていた劇場THEATER/TOPSの2009年の閉館を機に「演劇で食べていくにはどうしたらいいか、改めて考えざるをえなかった」として、劇団公演に加えて他劇団やさまざまなプロデュース団体の作品や東宝製作の商業演劇など外部公演への脚本提供、演出にも活動の幅を広げている。
2010年の第24回公演『絶滅のトリ』、2012年の文学座公演『連結の子』、2014年の第28回公演『世界は嘘で出来ている』で岸田國士戯曲賞候補、また『世界は嘘で出来ている』で鶴屋南北戯曲賞候補となる。
一方でテレビやラジオ、映画の脚本なども手がけ、2010年に脚本を手掛けた『妻を看取る日〜国立がんセンター名誉総長 喪失と再生の日々〜』（NHK BShi）は第28回ATP賞テレビグランプリにて優秀賞を受賞している。

## 作品

### 舞台

#### ONEOR8公演
- 全公演（1998年 - ） - 脚本・演出

#### 外部公演
- 線香花火に月曜日（1999年、今井事務所第二回公演） - 脚本・演出
- フリージャズ（2000年、トム・プロジェクト第二回新人公演） - 脚本
- ペンギンの庭（2002年、三田村周三プロデュースvol.5） - 脚本・演出
- コルトガバメンツ（2006年、東京ハートブレイカーズ） - 脚本・演出
  - コルトガバメンツ（2009年、ウォーキング・スタッフプロデュース） - 脚本
  - コルトガバメンツ（2014年、パルコ・プロデュース） - 作・演出
- 東おんなに京おんな（2006年、トムプロジェクト） - 演出
  - 東おんなに京おんな（2015年、トムプロジェクト） - 演出
  - 東おんなに京おんな（2017年、トム・プロジェクトプロデュース公演） - 演出
- ハルちゃん（2006年、ラサール石井脚本） - 演出
- なかよし（2006年、ラサール石井プロデュース） - 演出
- 花火、舞い散る（2007年、椿組花園神社野外劇） - 脚本・演出
- 猿股のゆくえ（2007年、三田村周三プロデュース） - 脚本・演出
- 悩み多き者よ（2007年、ラサール石井プロデュース） - 演出
- LOVE30 VOL.2「箪笥の行方」（2007年、パルコ・プロデュース公演） - 脚本
- ミュージカル ラムネ（2007年、アミューズ・プロデュース） - 演出
  - 歌謡シアター ラムネ 〜木綿のハンカチーフ編〜（2008年、アミューズ歌謡シアター） - 脚本・演出
- ブルーシーツ（2008年、ネルケ&よしもとクリエイティブ） - 脚本・演出
- おしるし（2008年、プリエールプロデュース） - 脚本・演出
  - おしるし（2011年、プリエールプロデュース） - 脚本・演出
- 思い出トランプ（2008年、青山円形劇場カウンシルONEOR8プロデュース） - 脚本・演出
- シュート・ザ・クロウ（2009年、シリーズ・同時代【海外編】Vol.2） - 演出
- ゼブラ（2009年、東宝） - 脚本・演出[1]
- HOME（2009年、三田村組第16回公演） - 脚本・演出
- カーディガン（2010年、パルコプロデュース） - 脚本・演出
- 連結の子（2011年、文学座） - 作
- ええから加減（2012年、東宝） - 脚本・演出
  - ええから加減（2013年、東宝） - 脚本・演出
- 父よ!（2013年、アル・カンパニー第12回） - 脚本・演出
  - 父よ!（2015年、アル☆カンパニー 第14回公演） - 脚本・演出
- 女40歳 肉屋のムスメ（2014年、星野園美 初プロデュース公演） - 脚本・演出
- きりきり舞い（2014年、明治座） - 脚本
- ガーデン garden（2014年、オフィスコットーネプロデュース） - 作
- ミュージカル ブラックメリー・ポピンズ（2014年） - 上演台本
  - ミュージカル ブラックメリーポピンズ（2016年） - 上演台本
- 台所の女たちへ（2014年、青年座） - 作・演出
- 世襲戦隊カゾクマン（2014年、プリエールプロデュース公演） - 作・演出
  - 世襲戦隊カゾクマンII（2017年、プリエールプロデュース公演） - 作・演出
  - 世襲戦隊カゾクマンIII（2019年、プリエール） - 作・演出
  - 世襲戦隊カゾクマンⅠ・Ⅱ・III（2022年、プリエール） - 作・演出
- 漂泊（2015年、オフィスコットーネプロデュース） - 演出
- 龍が如く（2015年） - 作・演出
- おもろい女（2015年、東宝） - 潤色・演出[5]
  - おもろい女（2018年、東宝） - 潤色・演出
- 三匹のおっさん（2015年、東宝） - 脚本・演出
- 淑女はここにいる（2016年、テアトル・エコー公演 151） - 作・演出
- 岬めぐり（2016年、舞台芸術学院SA8期夏季発表会） - 脚本・演出
- 雪まろげ（2016年、東宝） - 脚本・演出
  - 雪まろげ（2019年、東宝） - 脚本・演出
- あんちゃん（2017年、東京グローブ座） - 作・演出
- 土佐堀川 近代ニッポン - 女性を花咲かせた女 広岡浅子の生涯（2017年、東宝） - 演出
- 太陽の棘（2018年、劇団文化座公演152） - 演出
- 莫逆の犬（2019年、よしもとクリエイティブエージェンシー） - 作・演出[2]
- ちょっと今から仕事やめてくる（2019年） - 脚本
- 夏、刹那（2019年、舞台芸術学院夏季発表） - 演出
- サザエさん（2019年・2022年・2025年） - 脚本・演出
- 不機嫌な女神たちプラス1（2019年） - 演出
- ママごと（2020年〈→公演延期〉、テアトル･エコー公演 159） - 作・演出
- たぬきと狸とタヌキ（2020年、トム・プロジェクトプロデュース） - 作・演出
- パークビューライフ（2021年、エイベックス） - 演出[6]
- マミィ！（2021年・2023年、プリエール）-作・演出
- 伊東四朗生誕？！８０＋３周年記念「みんながらくた」-脚本
- パークビューライフ（2021年、エイベックス）演出
- ママごと（2022年、テアトルエコ）-作・演出
- ゲゲゲの鬼太郎（2022年、フジテレビジョン、東映アニメーション、明治座） - 脚本・演出
- ぬるま湯のあとさき（2022年、ツケヤキバ）-演出
- 南四局は終わらない（2023年、マグマ∞）-作・演出
- 二次会のひとたち（2023年、エイベックス）-演出
- チノハテ（2023年、Nana Produce）-作・演出
- イノレバカ！（2023年、ゴツプロ）-作・演出
- 沼の中の淑女たち（2023年、トムプロジェクト）-作・演出
- 緑に満ちる夜は長く…（2024年、インプレッション）-脚本・演出
- もうひとりのわたしへ（2025年、文学座）-脚本

### テレビドラマ
- 演技者。「寿司と祭壇」（2003年、フジテレビ） - 脚本
- すっから母さん（2003年、テレビ東京） - 脚本
- 世にも奇妙な物語（フジテレビ） - 脚本
  - 世にも奇妙な物語 秋の特別編「遠すぎた男」（2003年）
  - 世にも奇妙な物語 春の特別編「回想電車」（2007年）
- ほんとにあった怖い話（フジテレビ） - 脚本
  - ほんとにあった怖い話（2004年）
  - ほんとにあった怖い話2（2005年）
  - ほんとにあった怖い話スペシャル（2005年）
- 19borders（2004年、BS日テレ） - 脚本
- 翼の折れた天使たち 第三夜「アクトレス」（2005年、フジテレビ） - 脚本
- モンスターペアレント 第8話（2008年、フジテレビ） - 脚本
- 傍聴マニア09〜裁判長!ここは懲役4年でどうすか〜（2009年、読売テレビ） - 脚本
- ドラマ8芸能社（2009年、NHKワンセグ2） - 脚本
- 妻を看取る日〜国立がんセンター名誉総長 喪失と再生の日々〜（2010年、NHK BShi） - 脚本
- 開拓者たち（2012年、NHK BSプレミアム） - 脚本
- ドロクター（2012年、NHK BSプレミアム） - 脚本

### バラエティ番組
- トリビアの泉 〜素晴らしきムダ知識〜（2003年 - 2004年、フジテレビ） - 構成
- おしゃれ!アイドル学園（2003年 - 2004年、テレビ東京） - 構成

### ラジオドラマ
- FMシアター 劇作家シリーズ(2) 茶筒のゆくえ（2004年、NHK-FM） - 作
- その日のまえに（2007年、MBSラジオ） - 脚本
- Radio Drama きっちん日和 vol.7「泣けない私」（2011年、ネスレアミューズ配信）

### 映画
- コンセント（2002年） - サイコドラマ演出
- 箱入り息子の恋（2013年） - 脚本